# Annika Roloff
Annika Roloff (Holzminden, 10 marzo 1991) è un'astista tedesca.

## Biografia
Roloff ha esordito nel 2009 a livello internazionale prendendo parte agli Europei juniores in Serbia. Nel 2011 ha vinto una medaglia di bronzo in Repubblica Ceca agli Europei under 23. Nel 2016 ha raggiunto lo standard per poter partecipare ai Giochi olimpici di Rio de Janeiro 2016, mentre l'anno successivo ha conquistato a Taiwan la medaglia d'argento alle Universiadi.
Dopo il gymnasium nella cittadina natale, Roloff è andata a studiare all'Università di Hannover lingua inglese e discipline sportive. Nel 2014 ha trascorso un'annualità all'Università di Akron, in Ohio, dove ha gareggiato nei circuiti NCAA, vincendo il titolo.

## Palmarès
| Anno | Manifestazione  | Sede           | Evento           | Risultato | Prestazione | Note |
| ---- | --------------- | -------------- | ---------------- | --------- | ----------- | ---- |
| 2009 | Europei U20     | Novi Sad       | Salto con l'asta | nm (q)    | nm (q)      |      |
| 2011 | Europei U23     | Ostrava        | Salto con l'asta | Bronzo    | 4,40 m      |      |
| 2013 | Europei U23     | Tampere        | Salto con l'asta | 13ª (q)   | 4,05 m      |      |
| 2016 | Europei         | Amsterdam      | Salto con l'asta | 11ª       | 4,35 m      |      |
| 2016 | Giochi olimpici | Rio de Janeiro | Salto con l'asta | 21ª (q)   | 4,45 m      |      |
| 2017 | Europei indoor  | Belgrado       | Salto con l'asta | 10ª       | 4,40 m      |      |
| 2017 | Universiadi     | Taipei         | Salto con l'asta | Argento   | 4,40 m      |      |